# Зеленоград (регбийный клуб)
Зеленоград — российский регбийный клуб. Основан (возрождён) в 2006 году на базе детско-юношеского регбийного клуба «Доверие». Территориально размещается в городе Зеленограде; официально представляет Москву. В 2013 году клуб принял участие в Высшей лиге Чемпионата России по регби, где выступил достаточно успешно, заняв итоговое 5 место. В настоящее время РК «Зеленоград» продолжает развиваться. В 2014 году клуб занял первое место в Высшей лиге Чемпионата России по регби и получил путевку в Премьер-лигу, в которой в 2015 году занял 7 место.  С тех пор клуб выступает в Высшей лиге и Чемпионате Москвы.  Также в 2015 принял участие в розыгрыше Кубка России, сыграв в 1/4 финала.

## Участие в официальных турнирах
- Чемпионат России по регби-7 2007 (конференция «Запад», затем 10 место из 10 в финальном этапе)[3]
- Чемпионат России по регби-7 2008 (конференция «Запад», затем 7 место из 10 в финальном этапе)[4]
- Чемпионат России по регби 2007 (конференция «Запад», в финальный тур не вышел)[5]
- Чемпионат России по регби 2008 (конференция «Запад», в финальный тур не вышел)[6]